# Leandro & Leonardo Vol. 10
Leandro & Leonardo Vol. 10 é um álbum de estúdio da dupla sertaneja Leandro & Leonardo, lançado em 20 de agosto de 1996. Nesse CD, destacam-se as músicas "Horizonte Azul", "Doce Mistério" (que faz parte da trilha sonora da novela O Rei do Gado), "Por Causa Dela", "Sempre Será" e "Eu Sou Desejo, Você é Paixão", versão da música "Right Here Waiting", de Richard Marx.

## Faixas
| N.º | Título                                              | Compositor(es)                                  | Duração |  |
| 1.  | "Eu Sou Desejo, Você é Paixão (Right Here Waiting)" | Richard Marx (versão: Fátima Leão)              | 4:23    |  |
| 2.  | "Horizonte Azul"                                    | Mont'Alve / Sant'Ana / J. A. Longo              | 4:03    |  |
| 3.  | "Touro de Rodeio"                                   | Cecílio Nena / Reinaldo Barriga                 | 3:17    |  |
| 4.  | "Sempre Será"                                       | Chico Roque / Paulo Sérgio Valle                | 4:17    |  |
| 5.  | "Saudade Cigana"                                    | Paschoal                                        | 3:13    |  |
| 6.  | "Devolva a Passagem"                                | Ronaldo Adriano / Zé do Rancho                  | 3:16    |  |
| 7.  | "Pimba"                                             | Waldir Luz / Santiago                           | 3:29    |  |
| 8.  | "Amor Antigo"                                       | Antônio Bueno / Beto Terra                      | 3:33    |  |
| 9.  | "Loucuras de Amor"                                  | Tivas / Lelis Damasceno                         | 3:46    |  |
| 10. | "Doce Mistério"                                     | Nil Bernardes / Luiz Schiavon / Marcelo Barbosa | 3:55    |  |
| 11. | "Por Causa Dela"                                    | Zezé Di Camargo                                 | 3:45    |  |
| 12. | "O Lutador (The Boxer)"                             | Paul Simon (versão: Antônio Duncan)             | 4:30    |  |
| 13. | "Mordida na Maçã"                                   | Wando / Niffer                                  | 3:48    |  |
| 14. | "É Nisso Que Dá"                                    | Cristiano Caires                                | 3:25    |  |
| 15. | "Secretária Eletrônica"                             | Ramon / F. de Deus / Ademir Gigantti            | 4:12    |  |

## Certificações
| Brasil (ABPD)                             | 2× Platina | 1997 | 500.000* |
| *número de vendas baseado na certificação |            |      |          |